# 中捷友谊农场
中捷友谊农场位於河北省沧州市黄骅市，是在1950年代在捷克斯洛伐克共和国政府援助下建成的大型国营农场，现是大型农垦企业，同时亦为黄骅市的类似乡级单位。

## 历史
1956年初，中华人民共和国副主席朱德率团出访捷克斯洛伐克共和国，捷克斯洛伐克政府赠送给中国一套可耕种10万亩土地的670台件的现代化农业机械设备。8月2日，捷克斯洛伐克政府赠送中国全套农场机器设备受礼大会在沧县县城举行，用这套机械设备筹建了一个国营农场。为永久纪念中国和捷克斯洛伐克两国人民的友谊，经中国国务院批准，总理周恩来于8月2日命名农场为“中捷友谊农场”。设计总面积为16万亩，1957年建成投产。
2003年7月，河北省农垦改制，经河北省人民政府批准，中捷农场与临港化工园区合并为沧州临港经济技术开发区。2007年2月，河北省委、省政府批准建立沧州渤海新区，中捷友谊农场被划入渤海新区核心区，更名为沧州渤海新区中捷产业园区，中捷友谊农场名称继续保留。

## 行政区划
下辖以下地区：
一队村、二队村、三队村、四队村、六队村、七队村、八队村、九队村、十队村、十一队村、十二队村、十五队村、十六队村、十九队村、奶牛队村、盐场村、朱庄子村、胡庄子村、六里灶村、唐洼村、辛庄子村、邢庄科村、王肖庄村、搬倒井村、刘官庄村、大郭庄村、徐庄子村、幸福街村、支农街村、朝阳街村、曙光街村、小司庄村、小郭庄村、大丰庄村、老盘庄村和园艺队村。